# Sigurd Syr

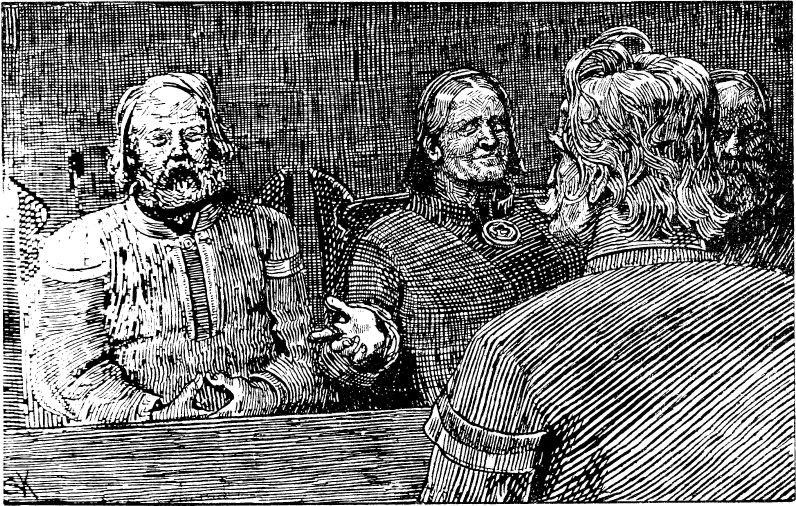
Sigurd Syr och Åsta i rådplägning med Olav. Teckning av Christian Krogh, 1899.

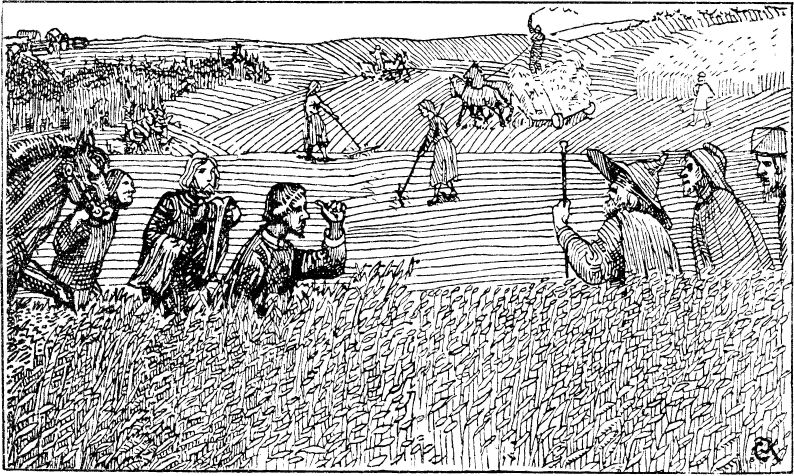
Kung Sigurd Syr i arbete på åkern när ett sändebud anländer. Teckning av Christian Krogh, 1899.

Sigurd Syr (Sigurd ”suggan”), född omkring 970, död cirka 1020, var enligt Heimskringla sonsons son till Harald Hårfager och småkung av Ringerike. Sigurd var gift med Åsta Gudbrandsdatter och hade med henne fem barn, Guttorm, Gunnhild, Halvdan, Ingrid och Harald. Han var dessutom styvfar till den blivande helgonkungen Olav, som var hustrun Åstas son i hennes tidigare äktenskap med Harald Grenske. Den yngste av hans egna söner blev också kung i Norge och kallades då Harald Hårdråde.

## Biografi
Det fanns vid 1000-talets början åtskilliga småkungar i det inre Østlandet, vilka i dag inte ens är kända till namnet. Att Sigurd Syr har blivit ihågkommen beror uteslutande på att han var fosterfar till Olav den helige och far till Harald Hårdråde. Det finns dock inte en enda historisk händelse som kan knytas till Sigurd Syr. I Olav den heliges saga i Heimskringla porträtteras han av Snorre Sturlasson som en anspråkslös och arbetsam bonde utan egna maktambitioner. När styvsonen Olav år 1015 återvänder hem efter en vikingafärd arbetar Sigurd ute på åkern. Drottning Åsta skickar bud efter honom, och budbäraren har även, enligt Snorre, med sig en uppsättning finkläder så att kungen skall kunna se ståndsmässig ut då han kommer hem. I sagan framställs Sigurd Syr och drottning Åsta som rådgivare till Olav när denne planerar att lägga under sig hela Norge. Detta är säkert ohistoriskt, men Snorre använder dessa samtal för att levandegöra och förklara händelseförloppet.

## Tillnamnet
Hur Sigurd Syr fick tillnamnet sýr (”suggan”) är inte känt. Historikern Peter Andreas Munch antog att Sigurd brukat gå så in i rollen som bonde att han bökat i jorden som en gris. Detta är en ren gissning byggd på Heimskringlas karakteristik av kungen.
Vildsvinsjakt med dåtida vapen krävde stort mod och galten hade därför hög status – men det behöver inte ha gällt suggan. Det finns i sagorna flera exempel på att Sigurd Syrs son Harald Hårdråde överreagerade när namnet sýr kom på tal. När Harald exempelvis fick i gåva en förgylld silvergris, vilket berättas i Hreiðars þáttr, blev han först glad ty han hade aldrig förr sett ett så konstfullt arbete, sade han – men då han tittade närmare på det och såg att djuret hade spenar blev han ursinnig. Han antog nu att gåvan var ett hån.
Av detta kan vi dra slutsatsen att sýr har uppfattats som ett öknamn vid den tid då sagorna skrevs – men så behöver det inte alltid ha varit.